# Disastro ferroviario di Limito
Il disastro ferroviario di Limito  fu un gravissimo incidente ferroviario che avvenne la notte del 28 novembre 1893 lungo la ferrovia Milano-Venezia nei pressi dell'omonima stazione, nel comune di Pioltello (provincia di Milano).
La collisione provocò una quarantina di vittime, molte delle quali carbonizzate a seguito dell'incendio scoppiato per la rottura dei serbatoi del gas che all'epoca veniva utilizzato sui vagoni per l'illuminazione e il riscaldamento.

## Dinamica

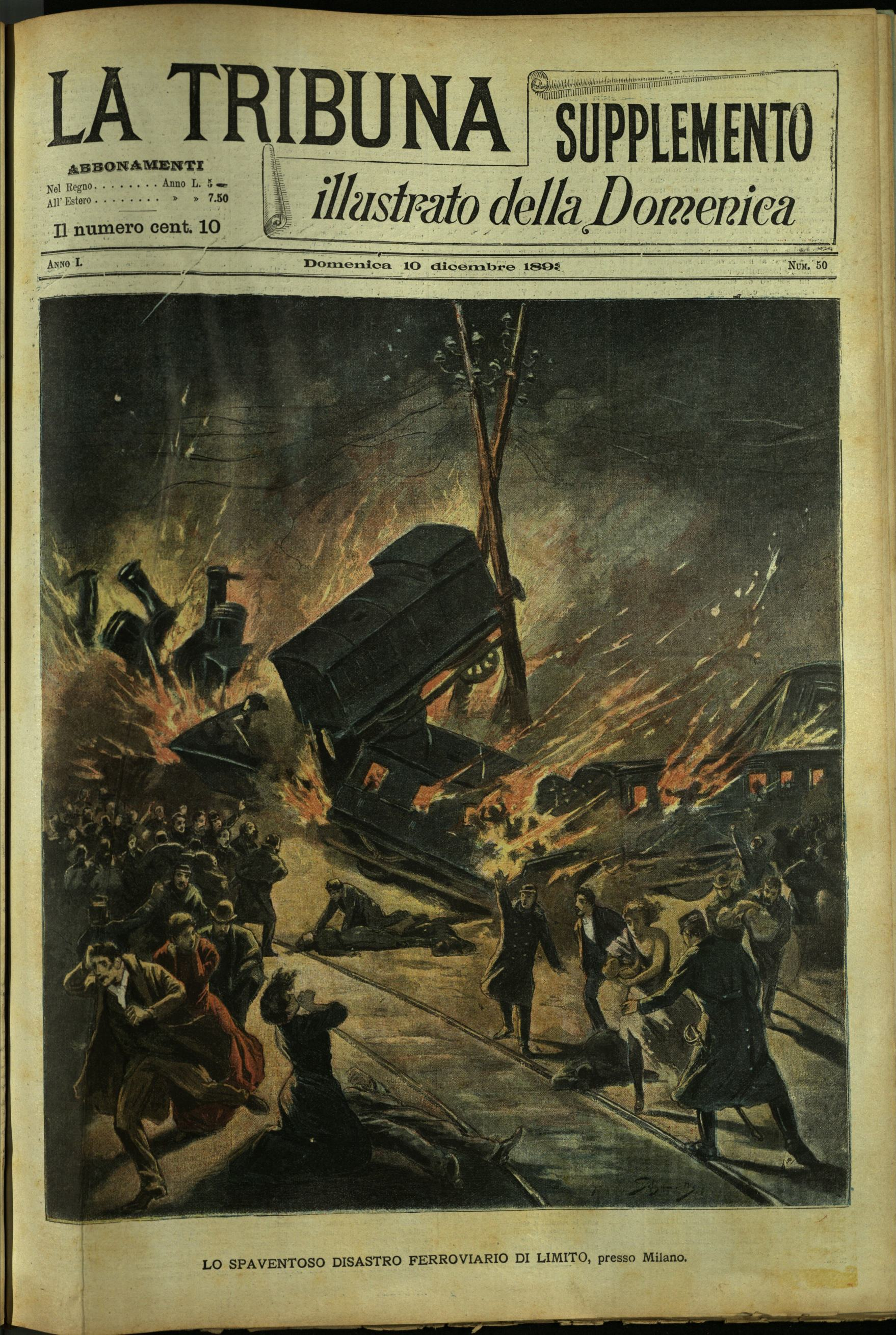
Lo spaventoso disastro ferroviario di Limito (La Tribuna Illustrata)

Il treno merci n. 1122, composto da 70 carri trainati da due locomotive a vapore, era partito dalla stazione di Brescia alle 13.20, giungendo alla stazione di Limito verso le 23:20, in ritardo di circa un'ora e mezza. Per tale motivo, il treno merci venne deviato sul binario destro, per agevolare il passaggio del treno passeggeri direttissimo 26 Venezia–Milano che seguiva. Eseguita la manovra e passato il treno direttissimo, iniziò il riposizionamento del treno merci sul normale binario sinistro di marcia, dal momento che da lì a poco sarebbe arrivato nella direzione opposta il diretto 25 proveniente da Milano, per il quale il capostazione di Limito aveva fatto issare il disco a luce rossa e, data la fittissima nebbia presente in quel momento, aveva anche fatto predisporre i petardi di fulmicotone che all'epoca servivano da segnale ai macchinisti in caso di scarsa visibilità.
Tuttavia, il macchinista del treno partito da Milano non si accorse di nulla e alle 23:25 il treno si scontrò frontalmente contro il convoglio merci.
A causa del devastante urto, i primi due vagoni passeggeri si rovesciarono e l'impianto a gas utilizzato per riscaldare ed illuminare il treno passeggeri iniziò a deflagrare. Anche la vettura postale, posta in mezzo al convoglio, si rovesciò ma, essendo illuminata a olio anziché a gas, interruppe la sequenza delle esplosioni. I serbatoi del gas erano pieni, dal momento che il diretto n. 25 era appena partito da Milano, distante appena 11 km.
Peraltro, la sciagura avrebbe potuto essere ancora peggiore, tenuto conto che il treno merci aveva trasportato anche un carico di dinamite (staccato alla stazione di Brescia).
La stima dei danni ammontò a circa tre milioni di lire dell'epoca.

## Vittime
L'incidente ferroviario causò oltre 40 morti (molti dei quali resi irriconoscibili dall'incendio) e decine di feriti. Molte delle vittime erano emigranti veneti che ritornavano dall'America e che viaggiavano in una vettura di terza classe a cinque compartimenti posta subito dietro a locomotiva, tender e bagagliera.
Nell'incidente ferroviario rimasero coinvolti anche il deputato veronese Ettore Calderara e il soprano Elisa Frandin (1854-1911), che stava viaggiando verso Varsavia per prendere parte a un'opera teatrale. La celebre cantante, oltre a perdere tutto il corredo teatrale e i gioielli (del valore di 80 000 lire dell'epoca), rimase inferma e ottenne in seguito un risarcimento di 100 000 franchi dell'epoca da parte della compagnia ferroviaria.